# Maurice Princet
Maurice Joseph Princet  (* 7. Juli 1875 in Igny, Haute-Saône; † 8. April 1968 ebenda) war ein französischer Mathematiker, der die Entwicklung des Kubismus mitgeprägt hat.

## Leben
Mit seiner Frau Alice wohnte er in Montmartre und war regelmäßiger Besucher des Bateau-Lavoir. Er veranstaltete Feiern, denen Guillaume Apollinaire, Max Jacob und Pablo Picasso beiwohnten. 1907 wurde Princet von seiner Frau wegen des Malers André Derain verlassen. Als Vertrauter von Jean Metzinger nahm er an den Zusammenkünften der Puteaux teil. Als Mathematiker war er ein intellektueller Wegbereiter und Vermittler von komplexem Gedankengut für die Maler der Avantgarde, die durch die Zerstörung der Perspektive ein grundlegendes Bildparadigma in Frage gestellt haben. Princets Rolle ist zentral für die künstlerische Annäherung an Einsteins Relativitätstheorie, die Apollinaire veranlasst hat, von einer « quatrième dimension » zu sprechen. Während der Lagerbildung der Kubisten in den Jahren 1909–1914 lagen Princets Sympathien bei der Section d’Or, deren Ziel es war, mithilfe exakter Wissenschaften den Kubismus wissenschaftlich zu rechtfertigen.
Im Jahr 1935 konvertierte er (wie Max Jacob und Pierre Reverdy) zum Katholizismus. Von nun an lebte er in Igny mit seinen Schwestern Marie Cécile und Jeanne Princet.
Louis Vauxcelles und André Salmon bezeichnen Princet als Initiator der vierten Dimension in den Kreisen der Maler, sogar als Vater des Kubismus.
Maurice Princet machte mutmaßlich Pablo Picasso mit dem Werk Esprit Jouffrets bekannt, dem Traité élémentaire de géométrie à quatre dimensions et introduction à la géométrie à n dimensions. Diese Schrift war eine populärwissenschaftliche Beschreibung höherdimensionaler Geometrien und war unter anderem von Henri Poincaré beeinflusst. Jouffret beschreibt Hyperwürfel und Polyeder in vier Dimensionen und auf eine zweidimensionale Ebene projiziert. Diese Erklärungen haben es den Bildkünstlern ermöglicht, die geometrischen Prinzipien auf ihr Werk anzuwenden.

## Zitate
Max Jacob bezeichnet ihn als mathematischen Apologeten für Picasso:

« Il y a fort peu de mathématiques dans le cubisme. Il est certain qu'on pourrait appliquer les paraboles arithmétiques mais en admettant que Princet les eût connues, Picasso aurait été bien en peine de les appliquer »

« J’ai assisté à la naissance du cubisme, à sa croissance, à son déclin. Picasso en fut l’accoucheur, Guillaume Apollinaire la sage-femme, Princet le parrain. »